# Феросплави

Динаміка світового виробництва феросплавів у доменних і електродугових печах

Фероспла́ви — напівпродукти металургійного виробництва — сплави заліза з кремнієм, марганцем, хромом та іншими елементами, що використовуються при виплавці сталі (для розкислювання і легування рідкого металу, скріплення шкідливих домішок, надання металу необхідної структури і властивостей), а також при отриманні інших феросплавів (так звані передільні феросплави). До феросплавів умовно відносять деякі сплави, що містять залізо лише у вигляді домішок (наприклад, силікомарганець, силікокальцій, фероцерій) і, крім того, деякі метали і неметали в технічно чистому вигляді (металевий марганець, металевий хром, кристалічний кремній). Так звані комплексні феросплави містять декілька компонентів.
Відновлення оксидів провідного елементу феросплавів (Mn, Cr і ін.) вуглецем у присутності заліза протікає при нижчій температурі, швидше, повніше і з меншими енергетичними затратами. Температура плавлення феросплавів, за рідкісним винятком, нижче за температуру плавлення чистого металу; це полегшує його розчинення при введенні в рідку сталь, приводить до зменшення чаду провідного елементу. Вартість елементу у феросплаві нижче, ніж у технічно чистому металі. Стандартний вміст компонентів у феросплаві обумовлено хімічним складом сировини, умовами виплавки феросплава і введення їх в рідку сталь.

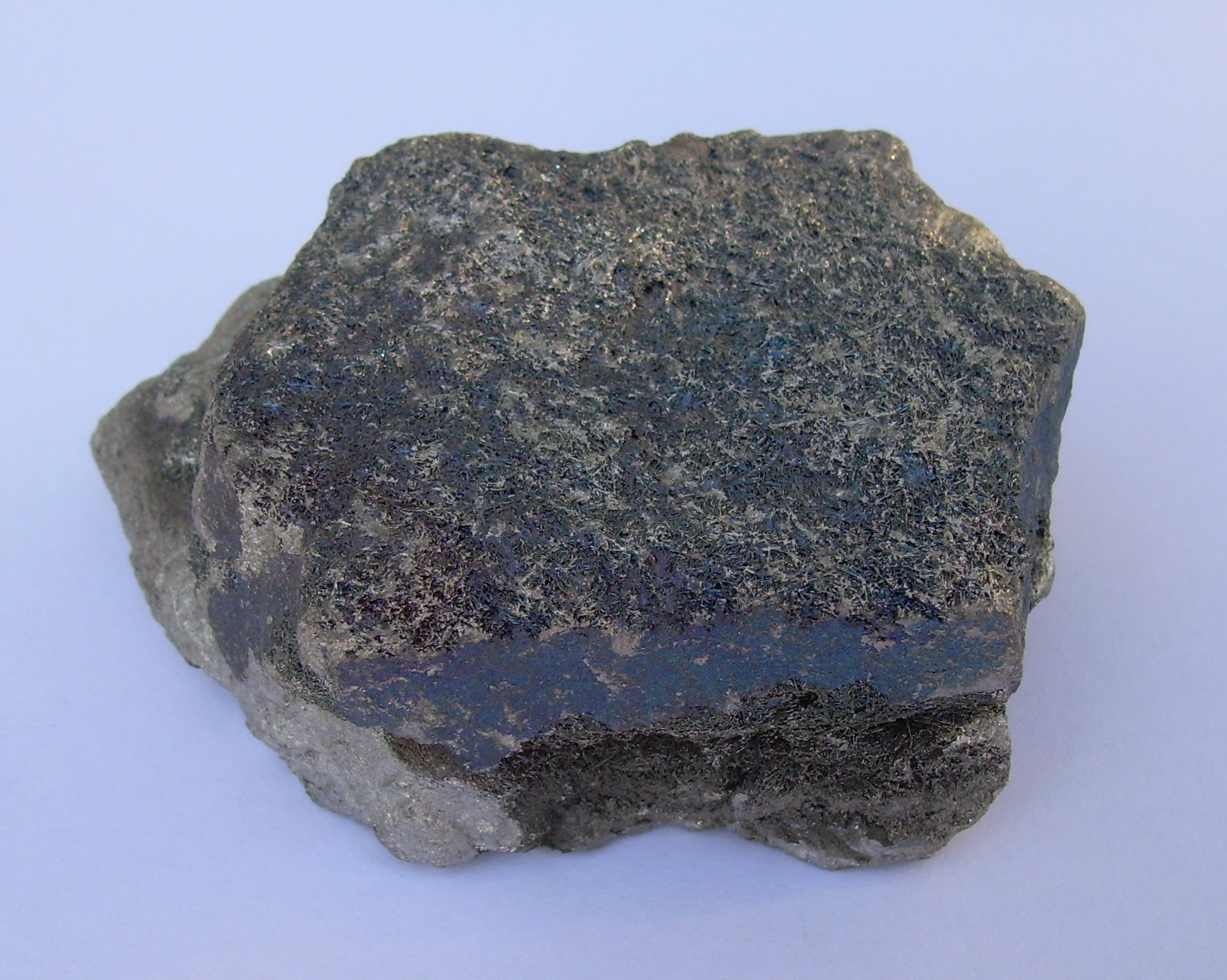
Ферохром
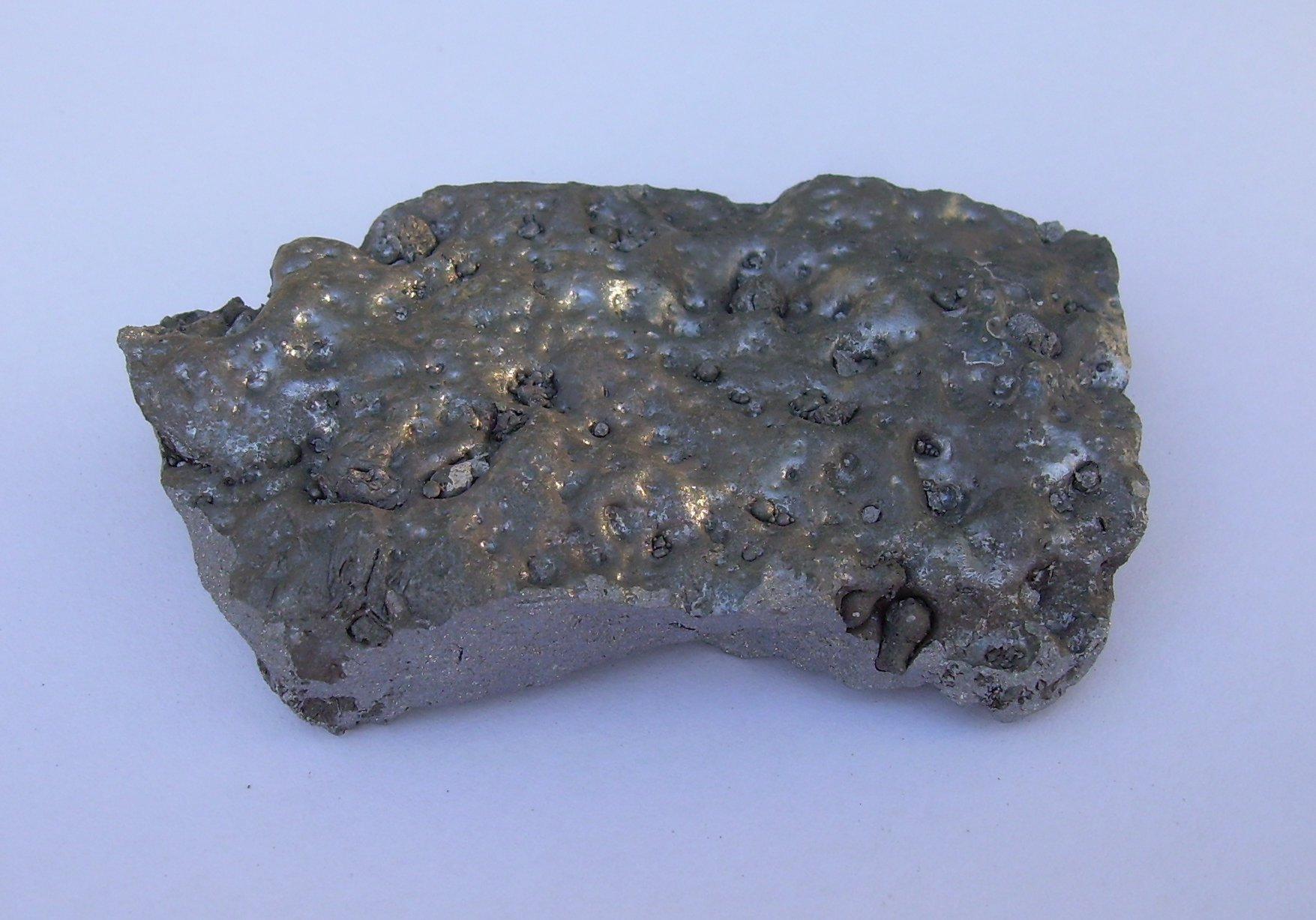
Феросиліцій
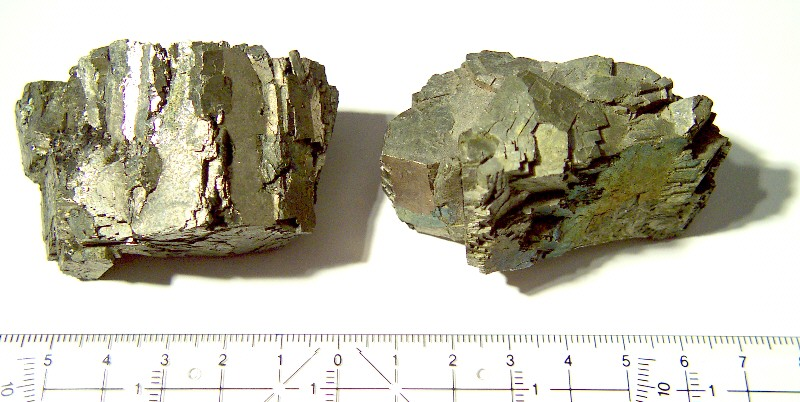
Ферованадій